# Lehti-Hamara
Lehti-Hamara är en ö i Finland. Den ligger i sjön Pielisjärvi och i kommunen Lieksa i den ekonomiska regionen  Pielinen-Karelen  och landskapet Norra Karelen, i den centrala delen av landet, 400 km nordost om huvudstaden Helsingfors. Öns area är 9,4 hektar och dess största längd är 430 meter i nord-sydlig riktning.